# Plios
Ne doit pas être confondu avec Pleš, ville de Serbie
Plios ou Ples (en russe : Плёс) est une ville de l'oblast d'Ivanovo, en Russie, et le centre administratif du raïon de Privoljsk. Sa population s'élevait à 2 089 habitants en 2014.

## Géographie

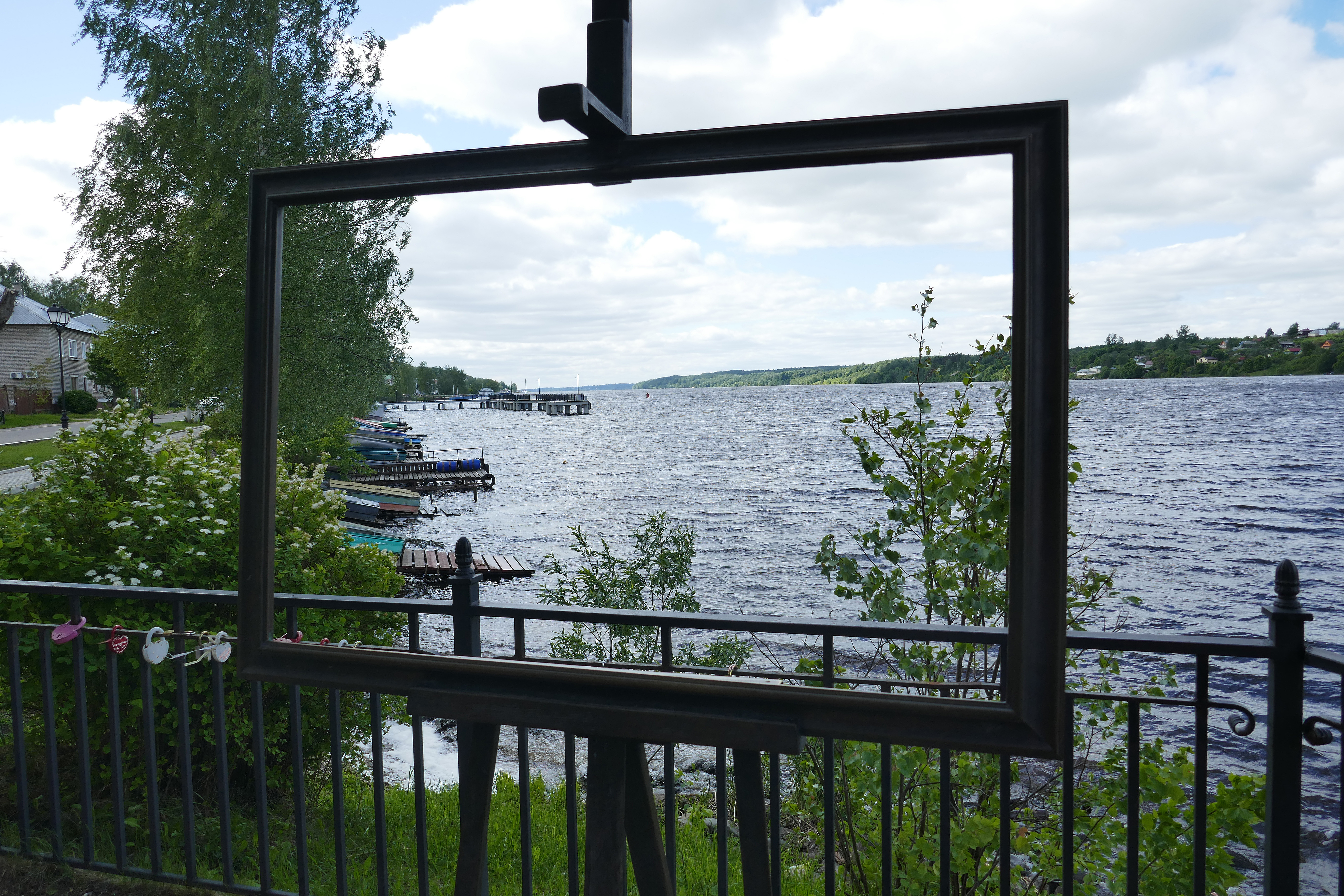
Un chevalet au bord de la Volga cadre le paysage qui inspira de nombreux peintres.

Plios se trouve sur la rive droite de la Volga, à 15 km au nord-est de Privoljsk, à 60 km au nord-est d'Ivanovo et à 304 km au nord-est de Moscou.

## Histoire
La première mention de Plios remonte au XIIe siècle. Elle fut mise à sac par les Mongols et Tatars en 1237. Vassili Ier fit bâtir une forteresse à Plios en 1410 pour protéger les approches de Moscou et de Kostroma contre les invasions mongoles et tatares.
À la fin du XIXe siècle, Plios a commencé à être nommée la « Suisse russe » en raison de la beauté de ses environs, et est devenue un lieu de séjour renommé. Elle a le statut de ville depuis 1925.
Plios fut un lieu de villégiature pour les peintres Ilia Répine, Isaac Levitan, Sofia Kouvchinnikova, Fiodor Vassiliev, Alexis Savrassov, Boris Prorokov, Nikolaï Joukov, pour le grand Chaliapine et pour la nomenklatura.

## Patrimoine
- Cathédrale de l'Assomption XVIIIe siècle
- Église de la Trinité 1808
- Église de la Résurrection 1817
- Église Sainte-Barbara-Martyre; 1821, avec un clocher de 35 m
- Musée d'histoire de la ville
- Musée-réserve de l'État d'histoire, d'architecture et de peinture de Plios
- Maison-musée Isaac Levitan
- Musée du paysage

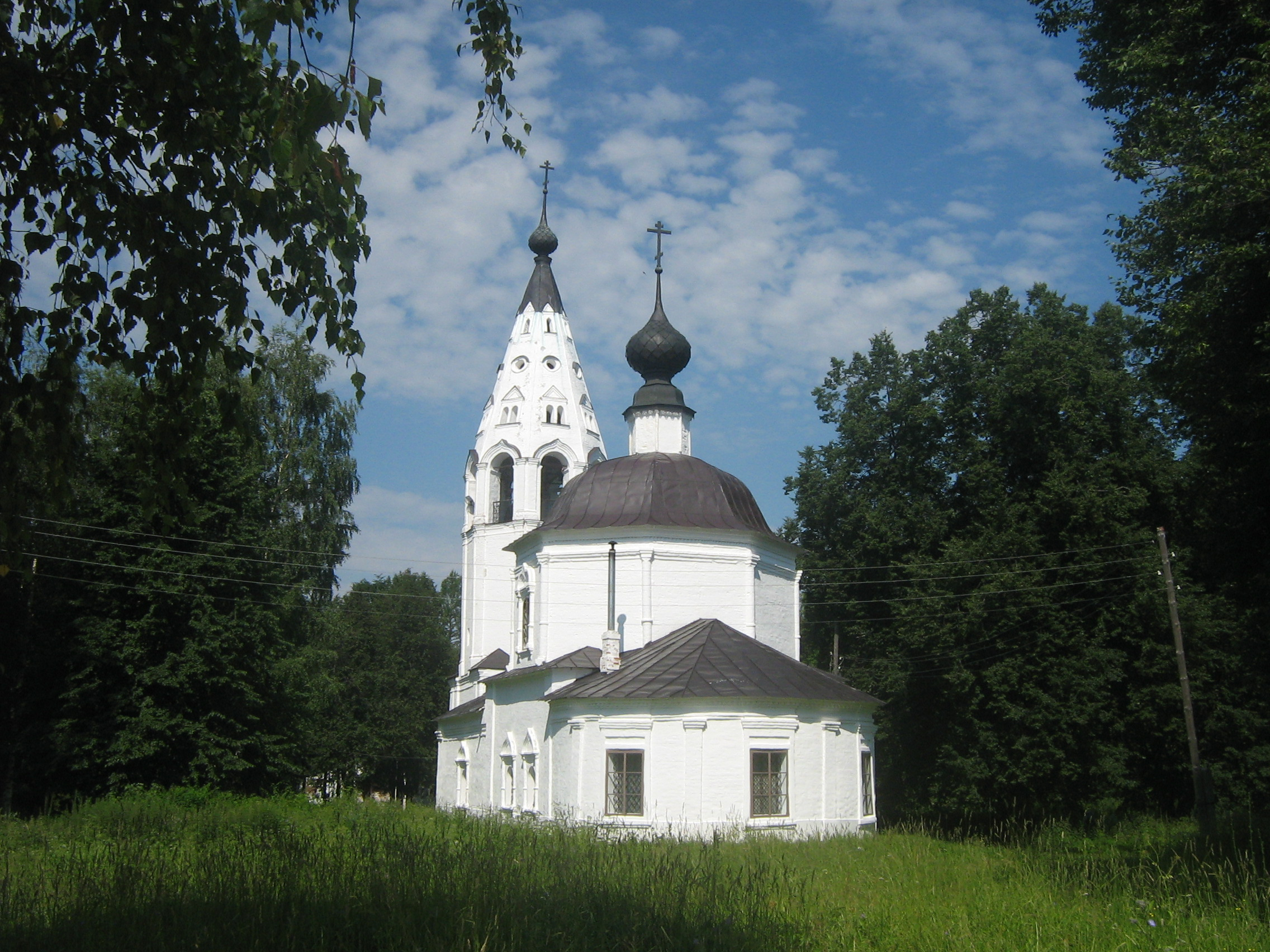
Cathédrale de l'Assomption.
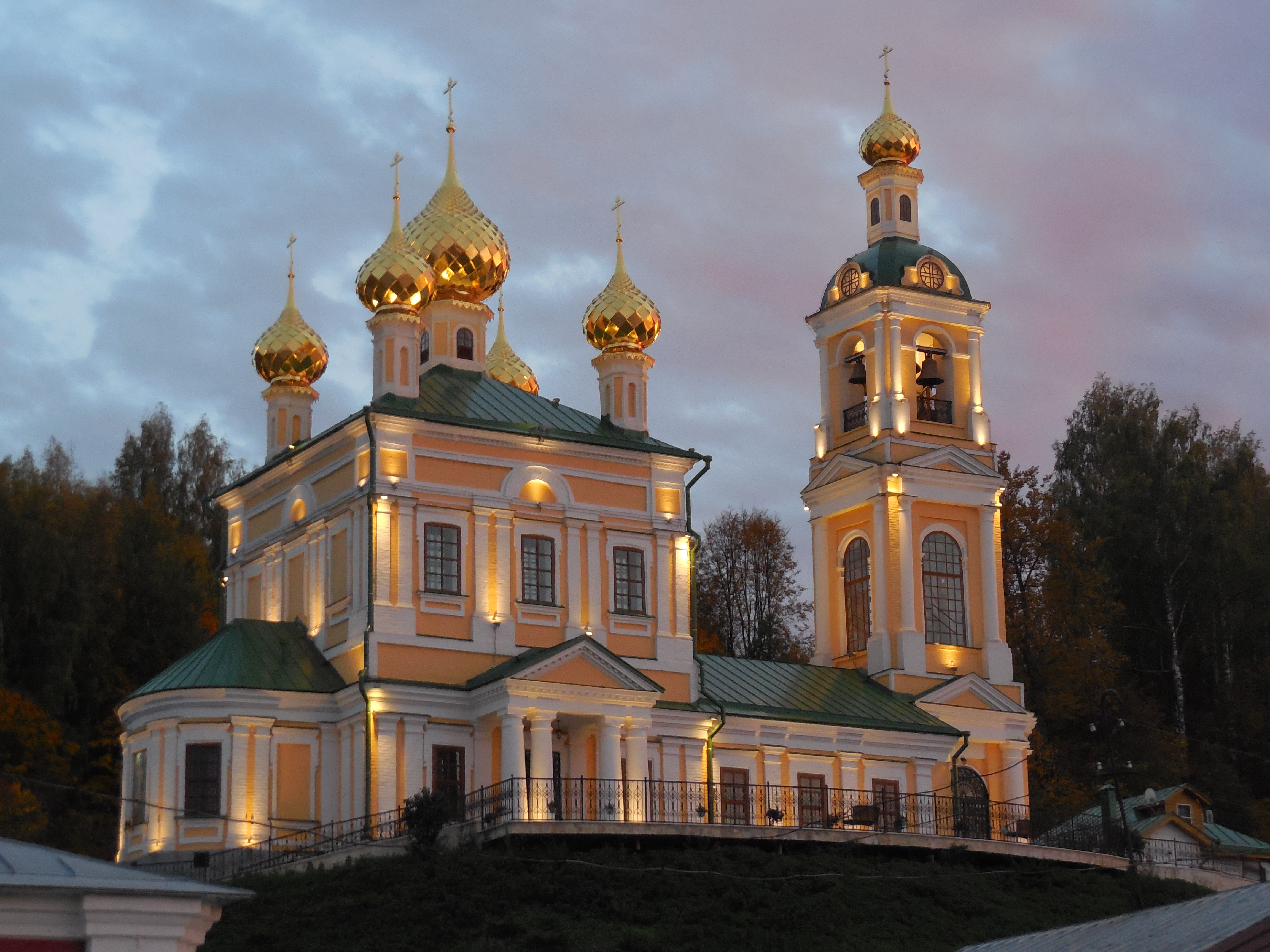
Église de la Résurrection.
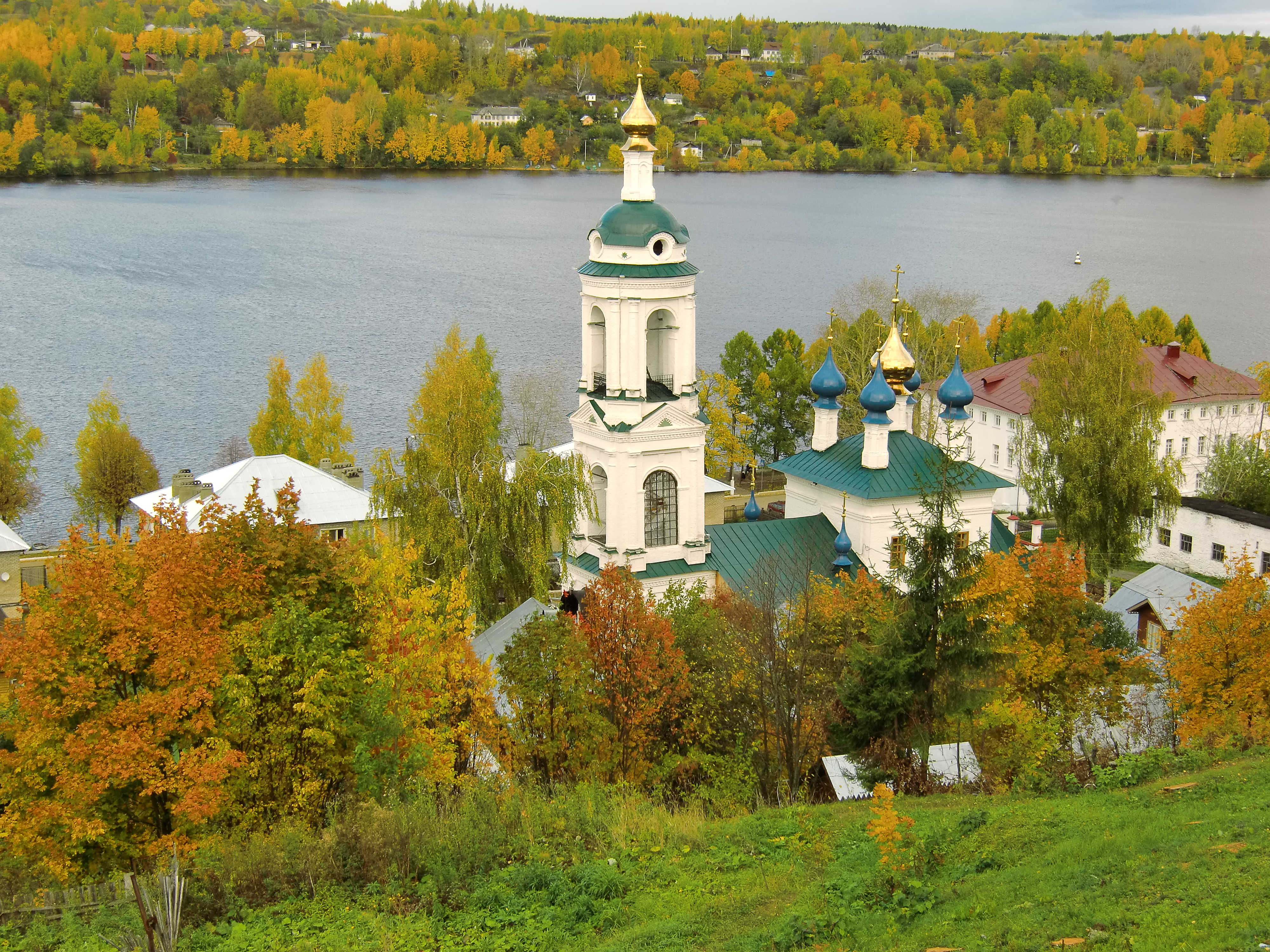
Église Sainte-Barbara.
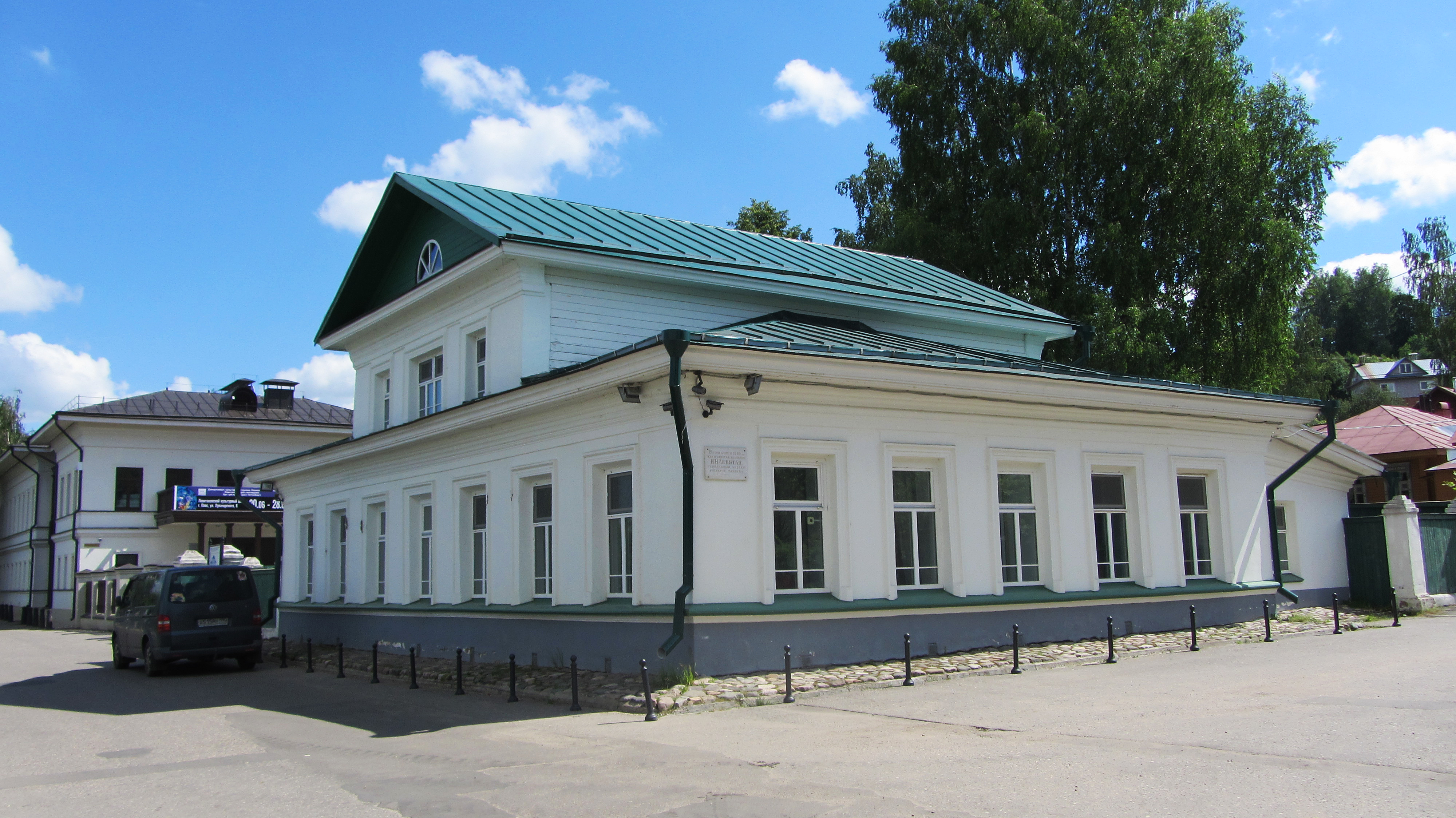
Maison-musée Isaac Levitan
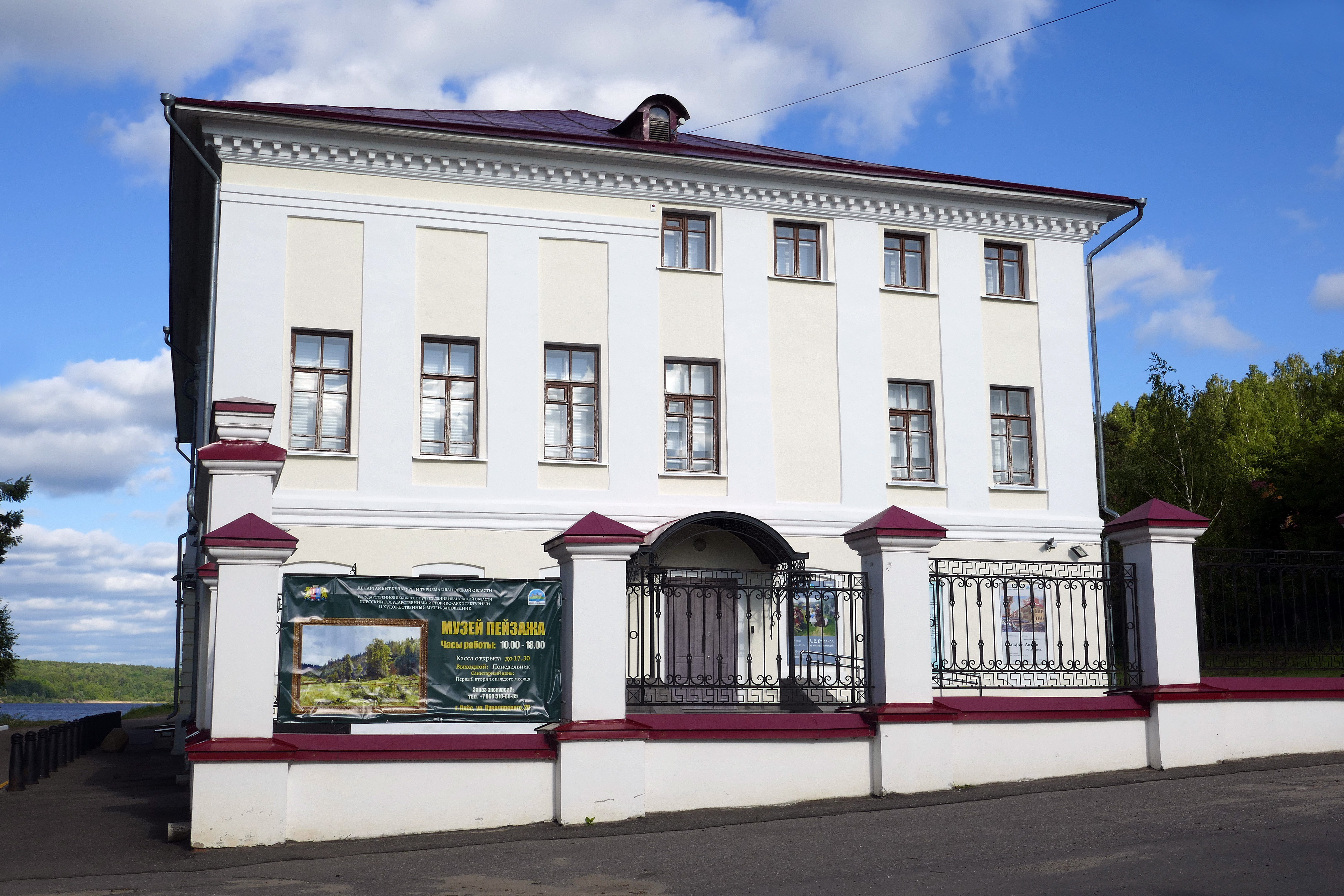
Musée du paysage.

## Population
Recensements (*) ou estimations de la population
| 1856  | 1897* | 1926* | 1939* | 1959* | 1970* |
| ----- | ----- | ----- | ----- | ----- | ----- |
| 2 400 | 2 164 | 1 991 | 3 600 | 4 027 | 4 663 |

| 1979* | 1989* | 2002* | 2010* | 2013  | 2014  |
| ----- | ----- | ----- | ----- | ----- | ----- |
| 4 147 | 4 053 | 2 790 | 2 341 | 2 196 | 2 089 |

## Personnalités liées à la commune
Lidia Lwow-Eberle (1920-2021), archéologue et résistante polonaise est native de la commune. Sa famille a émigré en Pologne peu après sa naissance.